# Capela de Nossa Senhora dos Anjos (Lourinhã)

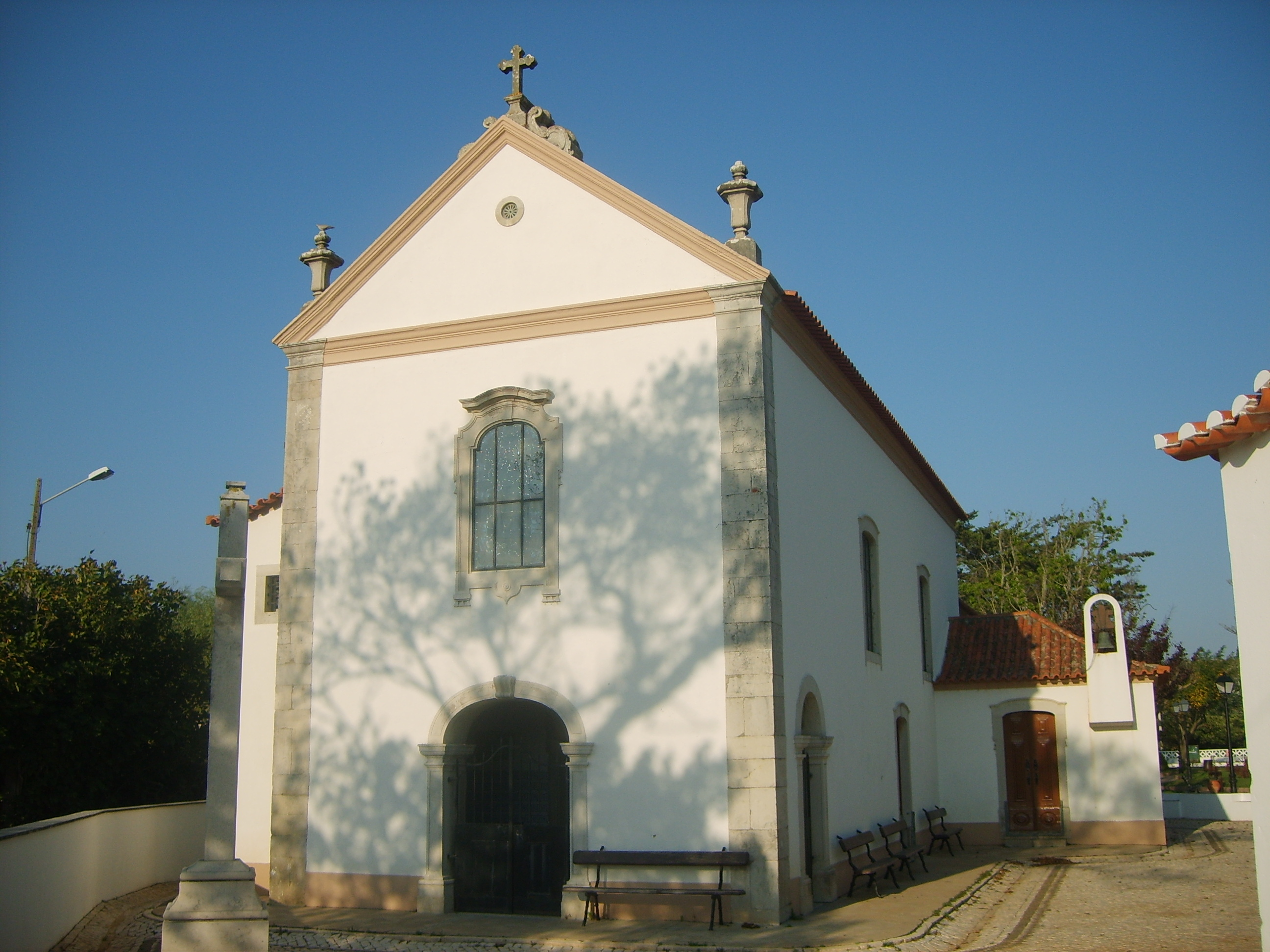
Capela de Nossa Senhora dos Anjos

A Capela de Nossa Senhora dos Anjos esta situada na vila da Lourinhã e no jardim de Nossa Senhora dos Anjos.
Construção da segunda metade do Século XVI, de uma só nave e galilé sobre o coro alto, que abre para o exterior por dois arcos de cantaria, o do lado poente maior, sendo o lateral mais pequeno e só foi arrematado em 1956.
A fachada clássica, tem tímpano triangular e sobre o arco principal abre-se um janelão emoldurado com cantarias trabalhadas do Século XVIII (obras de 1791) que abrangeram igualmente os emolduramentos das janelas laterais e das portas da nave de acesso à sacristia e à antiga sala das reuniões da confraria. Desta época é o retábulo do altar-mor, com colunas estriadas de azul e ouro.
A capela-mor construída em 1674 é separada da nave por um arco de mármore rosa, com pedestais e capitéis, estes da ordem toscana, em mármore preto e arrematado com uma coroa em releve, de alabastro.
De realce a base do púlpito, de laje quadrada, em mármore vermelho, moldurado e ornamentado com artísticos desenhos, e os bonitos vitrais colocados nas janelas, em 1963, obra do distinto pintor e vitralista, que foi Mário Costa.
A imagem da Senhora é uma escultura quinhentista, em pedra policromada, de coroa aberta, com o menino deitado nos braços.